# Прецедент
Прецедент или преседан је судска пресуда којом је одлучено о конкретном предмету, а која истовремено обавезује судове на једнако поступање у будућим новим предметима исте садржине. Прецеденти су нарочито присутни у енглеском општем праву (енгл. common law), као и у англосаксонском правном систему као целини. Они представљају правну норму или више норми које регулишу неку материју. Правни системи општег права придају велику вредност одлучивању предмета у складу са принципиелним правилима, тако да ће сличне чињенице дати сличне и предвидљиве исходе, а поштовање преседана је механизам којим се тај циљ постиже. Принцип по којем су судије везане за преседане познат је под називом stare decisis (латинска фраза са дословним значењем „нека одлука стоји”). Преседан општег права је трећа врста закона, која је равноправна са статутним законом (тј. статутима и кодексима које доносе законодавна тела) и подзаконским прописима - односно делегираном закону (у британском говору) или регулаторном закону (у америчком говору) ) (тј. прописи које објављују извршне агенције власти).
Судска пракса, у надлежностима општег права, представља скуп одлука судова или других пресуда које се могу навести као преседни. У већини земаља, укључујући већину европских земаља, термин се примењује на било који скуп пресуда које се руководе према претходним одлукама, на пример, претходним одлукама владине агенције.
За развој судске праксе од суштинског значаја су објављивање и индексирање одлука које ће користити адвокати, судови и јавност у облику правних извештаја. Иако су све одлуке преседани (иако на различитим нивоима власти), неке постају „водећи случајеви” или „значајне одлуке” које се цитирају посебно често.
Генерално гледано, за правни преседан се каже да је:
- примењен (ако је преседан обавезујући) / усвојен (ако је преседан убедљив), ако се принципи на којима је заснована претходна одлука користе за процену питања следећег случаја;
- издвојен, ако се утврди да су принципи на којима се темељи претходна одлука специфични, или да се заснивају на одређеним чињеничним сценаријима, и не бивају примењени на накнадни случај због одсуства или материјалне разлике у чињеницама каснијег; или
- укинут, ако су исти или виши судови у жалби или одлучивању у каснијим предметима утврдили да су начела на којима је претходна одлука била заснована законски погрешни или да су их превладавали нови закони или развоји.

У грађанскоправним системима претходне одлуке могу утицати на будуће одлуке, чак и ако немају прецеденторни, обавезујући ефекат који имају у одлучивању заједничког права.

## Категорије и класификације преседана и ефекат класификације

### Вертикалност
Генерално, систем судова англосаксонског права има првостепене судове, средње апелационе судове и врховни суд. Инфериорни судови воде скоро све судске поступке. Нижи судови су дужни да поштују преседан који је утврдио апелациони суд за њихову надлежност, као и све преседане врховног суда.
Објашњење овог принципа од стране Врховног суда Калифорније је да
 у складу са доктрином stare decisis, сви судови који спроводе инфериорну јурисдикцију морају да следе одлуке судова који спроводе надлежну јурисдикцију. У супротном, доктрина stare decisis нема смисла. Одлуке овог суда су обавезујуће и морају их поштовати сви државни судови Калифорније. Одлуке сваког одељења окружних апелационих судова су обавезујуће за све правосудне и општинске судове и за све више судове ове државе, и то је тако без обзира да ли виши суд делује као првостепени или апелациони суд или не. Судови који врше нижу надлежност морају прихватити закон који су прогласили судови више надлежности. Њихова функција није да покушавају да пониште одлуке вишег суда.

### Хоризонталност
Идеја да је судија везан (или би барем требало да поштује) одлуке ранијих судија сличног или координатног нивоа назива се хоризонтални stare decisis.
У федералном судском систему Сједињених Држава, посредни апелациони судови су подељени у тринаест „кругова“, од којих сваки покрива одређени опсег територија у распону величине од самог Дистрикта Колумбија до седам држава. Свако веће судија апелационог суда за округ је дужно да се повинује претходним жалбеним одлукама истог округа. Преседан апелационог суда Сједињених Држава може бити поништен само од стране суда en banc, то јест, седнице свих активних апелационих судија округа, или Врховног суда Сједињених Држава, а не само од стране другог већа од три судије.

### Федерализам и паралелни државни и савезни судови
У федералним системима подела између федералног и државног закона може довести до сложених интеракција. У Сједињеним Државама, државни судови се не сматрају инфериорним у односу на савезне судове, већ представљају паралелни судски систем.
- Када савезни суд донесе одлуку о питању државног закона, савезни суд мора да следи преседан државних судова, према Еријевој доктрини. Ако се проблем државног права појави током предмета у савезном суду, а не постоји одлука највишег суда државе, савезни суд мора или да покуша да предвиди како ће државни судови решити то питање гледајући одлуке државних апелационих судова, или, ако то дозвољава устав релевантне државе, подносе питање државним судовима.[9]
- С друге стране, када државни суд одлучује о питању федералног закона, државни суд је везан само одлукама Врховног суда, али не и одлукама федералног дистрикта или окружних апелационих судова.[10][11][12] Међутим, неке државе су усвојиле праксу да се сматрају подложним одлукама апелационог суда које обухватају њихове државе, као питање учтивости, а не уставне обавезе.[13]

### Обавезујући преседан
Преседан који се мора применити или следити познат је као обавезујући преседан (алтернативно метафорички преседан, обавезни или обавезујући ауторитет, итд.). Према доктрини stare decisis, нижи суд мора поштовати закључке закона које је донео виши суд који је у оквиру жалбеног поступка у предметима које суд разматра. У државним и савезним судовима у Сједињеним Америчким Државама, надлежност је често географски подељена на локалне судове, од којих неки потпадају под територију регионалног апелационих суда. Сви апелациони судови потпадају под највиши суд (понекад, али не увек се назива „врховни суд”). По дефиницији, одлуке нижих судова нису обавезујуће за судове вишег нивоа у систему, нити су одлуке жалбених судова обавезујуће за локалне судове који потпадају под други апелациони суд. Надаље, судови морају следити своје властите прокламације закона донесене раније у другим предметима и поштовати одлуке које су донели други судови у споровима међу странкама пред њима а који се односе на исти образац чињеница или догађаја, осим ако имају јак разлог да мењају ове пресуде.
У закону, обавезујући преседан (такође познат као обавезни преседан или обавезујући орган) је преседан који морају да следе сви нижи судови према правним системима обичајног права. У енглеском праву обично се ствара одлуком вишег суда, као што је Врховни суд Уједињеног Краљевства, који је преузео судске функције Дома лордова 2009. У грађанском праву и плуралистичким системима, преседан није обавезујући али судску праксу судови узимају у обзир.
Обавезујући преседан се ослања на правни принцип stare decisis. Stare decisis значи стајати иза ствари које су одлучене. То осигурава сигурност и доследност у примени закона. Постојећи обавезујући преседан из прошлих случајева се у принципу примењује на нове ситуације по аналогији.
Један професор права је описао обавезни преседан на следећи начин:
Имајући у виду одлуку о меродавној надлежности, суд је „дужан“ да следи преседан те надлежности само ако је директно у питању. У најснажнијем смислу, „директно у тачки“ значи да: (1) је питање решено у претходном случају исто као и питање које треба решити у предмету који је у току, (2) да је решење тог питања било неопходно за решавање преседанског случај; (3) значајне чињенице из претходног случаја су такође представљене у предмету у току и (4) у предмету који је у току не појављују се додатне чињенице које би се могле третирати као значајне.
У ванредним околностима виши суд може поништити или преокренути обавезни преседан, али ће често покушати да разликује преседан пре него што га поништи, чиме ће ограничити обим преседана.
Према америчком правном систему, судови су постављени у хијерархији. На врху савезног или националног система је Врховни суд, а испод су нижи савезни судови. Државни судски системи имају хијерархијске структуре сличне оној у федералном систему.